# Zhongnanhai
Zhongnanhai (en xinès :中南海; en pinyin: Zhōngnánhăi) és un complex d'edificis de la ciutat de Pequín que realitza les funcions d'oficina central del Partit Comunista de la Xina (PCX) i de seu oficial del govern de la República Popular de la Xina.
La paraula Zhongnanhai s'usa sovint de forma metonímica, designant també l'administració del govern de la República Popular de la Xina. Els presidents xinesos i altres líders del PCX es reuneixen sovint amb altres dignataris oficials al complex.

## Localització
El nom del complex Zhongnanhai, situat a l'oest de la Ciutat Prohibida, significa «mars» o «llacs centrals i del sud», en referència a dos llacs, el Mar Central i el Mar del Sud, que es troben a l'interior del complex. Per aquest motiu de vegades es tradueix per «Els Palaus del Mar». Aquests dos llacs formen part d'una sèrie de projectes de regadiu duts a terme durant la construcció de la Ciutat Prohibida. També forma part d'aquest sistema el Mar del Nord, o Beihai, actualment un parc públic.
Aquests tres llacs (del Sud, Central i del Nord) eren originalment un jardí imperial, amb zones verdes a les ribes de cada llac, tancat per una tanca. La major part dels pavellons, els temples i els sepulcres de la zona són d'aquest període. Mentre que el Llac del Nord tenia un caire religiós, a les ribes dels llacs Central i del Sud s'hi van construir palaus.

## Història
Durant la dinastia Jin, la secció nord de Zhongnanhai era l'anomenada Llac Taiye (literalment «Llac del Gran Líquid»), amb un palau adossat anomenat Daning Gong («Palau de la Gran Pau»). Durant el regnat de la dinastia Yuan, el Llac Taiye es va incloure a la Ciutat Imperial. A més, es va estendre cobrint aproximadament l'àrea compresa pels llacs Central i del Nord d'avui dia. Els tres palaus es van construir al voltant del llac.
Després que la dinastia Ming traslladés la capital a Pequín, el 1406 es va començar a construir la Ciutat Prohibida. El palau de Ming era al sud del palau de Yuan. En conseqüència, es va excavar el Mar del Sud al sud de l'antic llac. El sòl excavat es va apilar per construir Jingshan, un turó al nord de la Ciutat Prohibida. Per aquesta època, els tres llacs estaven connectats i rebien el nom conjunt de Llac Taiye. Els tres llacs estaven separats per ponts i eren part d'un extens parc reial a l'oest del Palau Imperial.
Amb posterioritat a l'establiment de la capital de la dinastia Qing a Pequín, el govern va reduir la grandària del parc reial a una petita àrea tancada al voltant dels tres llacs. Els nombrosos emperadors que els van succeir van construir cases i pavellons al llarg de les tres ribes, on exercirien les tasques governamentals a l'estiu. Durant el regnat de l'emperadriu Cixi, ella i l'emperador viurien sovint al complex de Zhongnanhai, viatjant a la Ciutat Prohibida només durant les cerimònies oficials.
Durant la rebel·lió dels bóxers de 1900, l'exèrcit rus va envair Zhongnanhai i va saquejar-ne gairebé tota la decoració. Més tard, el comandant de l'Aliança de les Vuit Nacions també va viure a Zhongnanhai. Quan Pu Yi va ser proclamat emperador, el seu pare va viure-hi durant un curt període al complex.
Zhongnanhai va cobrar una importància significativa durant la República de la Xina (1912-1949), quan el Govern de Beiyang, sota el comandament de Yuan Shikai, va emplaçar el seu centre de decisions al complex de Zhongnanhai el 1912. Aquesta decisió es va prendre perquè el règim desitjava allotjar el seu govern molt a prop del centre històric de poder, a la Ciutat Prohibida, però no podia fer-la servir a aquest efecte perquè l'emperador abdicat Pu Yi encara hi vivia.
Quan el govern de la República de la Xina va traslladar la seva capital a Nanquín, el complex de Zhongnanhai es va obrir al públic com a parc.
Zhongnanhai ha estat la seu del govern central des dels primers dies de la República Popular de la Xina, fundada el 1949, data des de la qual es van construir moltes de les estructures del complex que alberga al Comitè Central del Partit Comunista de la Xina, a més del Consell d'Estat de la República Popular de la Xina. Els primers líders, com Mao Zedong, Zhou Enlai i Deng Xiaoping vivien al complex.

## Zhongnanhai avui
Des que Zhongnanhai es va convertir en el complex governamental central, ha estat inaccessible al públic. No obstant això, en els anys de llibertat relativa que van seguir al final de la Revolució Cultural, des de 1977 a 1985, el complex va estar obert al públic, que podia obtenir de les autoritats governamentals permís per a visitar-lo. Després del tumult polític que va acabar amb la Revolta de la plaça de Tian'anmen de 1989, l'accés es va restringir.

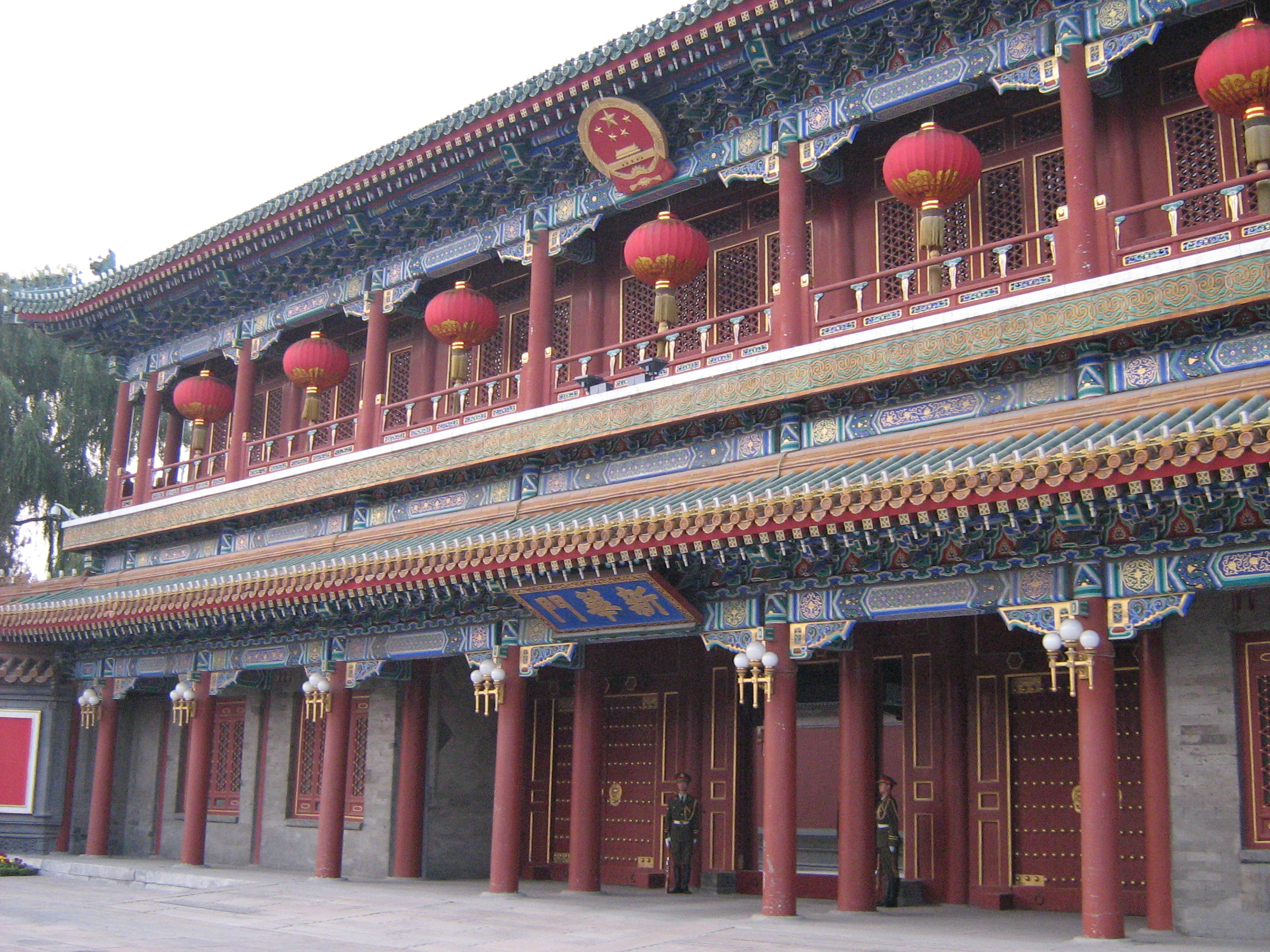
Porta de Xinhua.

L'entrada més important del complex es troba al sud, a la Porta de Xinhua (o Porta del Nou País), envoltada per dos cartells que desitgen «Llarga vida al gran Partit Comunista de la Xina» i «Llarga vida a l'invencible pensament de Mao Zedong». La paret de després de l'entrada sosté un cartell amb la consigna «Serviu al poble», escrit per Zhou Enlai. L'entrada de Xinhuamen és a la cara nord de l'avinguda de Chang'an.
El 18 d'abril de 1989, molts estudiants es van concentrar fora del complex de Zhongnanhai sostenint cartells en què es llegia «A baix la dictadura» i «Llarga vida a la democràcia». Molts dels estudiants es van involucrar també a les protestes de la plaça de Tian'anmen. El 20 d'abril, els guàrdies de Zhongnanhai van atacar els manifestants amb cinturons i porres. L'atac va donar una energia renovada als manifestants a mesura que les notícies del desallotjament a cops es van estendre, i els estudiants que simpatitzaven amb les protestes van acudir des de tota Xina per a «donar suport a Pequín», fet que va acabar finalment amb els fets de la revolta de Tian 'anmen. Zhongnanhai va ser també el lloc de les manifestacions de la secta Falun Gong el 1999.